# Peraglyphis eida
Peraglyphis eida es una especie de polilla del género Peraglyphis, subfamilia Tortricinae, orden Lepidoptera.

## Distribución
Se distribuye por Fiyi.

## Taxonomía
Fue descrita por Razowski en 2016 y publicada en Acta Zoologica Cracoviensia 59: 51.